# تايجي كاسى
تايجي كاسي، (بالإنجليزية: Taiji Kase)‏. كاراتيكا ياباني ولد في 9 فبراير 1929 في تشيبا (اليابان) وتوفي في 24 نوفمبر 2004 في كلامار (فرنسا).
تعلم الفنون القتالية على المعلمان غيشن فوناكوشي، جيجو فوناكوشي، من الأوائل المسؤولين على نشر هذا الفن القتالي في أوروبا. قام بتدريس أسلوبه الكاراتيه، شوتوكان ريو كاسي ها، في فرنسا من أواخر الستينيات إلى منتصف الثمانينيات. في سنواته الأخيرة، سافر حول العالم لتعليم الكاراتيه، لكن باريس ظلت منزله. حصل على رتبة 9 دان في الكاراتيه.